# Sarroca de Lleida
Sarroca de Lleida – gmina w Hiszpanii, w prowincji Lleida, w Katalonii, o powierzchni 41,2 km². W 2011 roku gmina liczyła 408 mieszkańców.